# 1982年の日本
1982年の日本（1982ねんのにほん）では、1982年（昭和57年）の日本の出来事・流行・世相などについてまとめる。

## 他の紀年法
日本では、西暦の他にも以下の紀年法を使用している。なお、以下の紀年法は西暦と月日が一致している。
- 元号
  - 昭和57年
- 神武天皇即位紀元
  - 皇紀2642年
- 干支
  - 壬戌（みずのえ いぬ）

## カレンダー
| 1月 |    |    |    |    |    |    |
| 日  | 月 | 火 | 水 | 木 | 金 | 土 |
|     |    |    |    |    | 1  | 2  |
| 3   | 4  | 5  | 6  | 7  | 8  | 9  |
| 10  | 11 | 12 | 13 | 14 | 15 | 16 |
| 17  | 18 | 19 | 20 | 21 | 22 | 23 |
| 24  | 25 | 26 | 27 | 28 | 29 | 30 |
| 31  |    |    |    |    |    |    |
|     |    |    |    |    |    |    |

| 2月 |    |    |    |    |    |    |
| 日  | 月 | 火 | 水 | 木 | 金 | 土 |
|     | 1  | 2  | 3  | 4  | 5  | 6  |
| 7   | 8  | 9  | 10 | 11 | 12 | 13 |
| 14  | 15 | 16 | 17 | 18 | 19 | 20 |
| 21  | 22 | 23 | 24 | 25 | 26 | 27 |
| 28  |    |    |    |    |    |    |
|     |    |    |    |    |    |    |

| 3月 |    |    |    |    |    |    |
| 日  | 月 | 火 | 水 | 木 | 金 | 土 |
|     | 1  | 2  | 3  | 4  | 5  | 6  |
| 7   | 8  | 9  | 10 | 11 | 12 | 13 |
| 14  | 15 | 16 | 17 | 18 | 19 | 20 |
| 21  | 22 | 23 | 24 | 25 | 26 | 27 |
| 28  | 29 | 30 | 31 |    |    |    |
|     |    |    |    |    |    |    |

| 4月 |    |    |    |    |    |    |
| 日  | 月 | 火 | 水 | 木 | 金 | 土 |
|     |    |    |    | 1  | 2  | 3  |
| 4   | 5  | 6  | 7  | 8  | 9  | 10 |
| 11  | 12 | 13 | 14 | 15 | 16 | 17 |
| 18  | 19 | 20 | 21 | 22 | 23 | 24 |
| 25  | 26 | 27 | 28 | 29 | 30 |    |
|     |    |    |    |    |    |    |

| 5月 |    |    |    |    |    |    |
| 日  | 月 | 火 | 水 | 木 | 金 | 土 |
|     |    |    |    |    |    | 1  |
| 2   | 3  | 4  | 5  | 6  | 7  | 8  |
| 9   | 10 | 11 | 12 | 13 | 14 | 15 |
| 16  | 17 | 18 | 19 | 20 | 21 | 22 |
| 23  | 24 | 25 | 26 | 27 | 28 | 29 |
| 30  | 31 |    |    |    |    |    |
|     |    |    |    |    |    |    |

| 6月 |    |    |    |    |    |    |
| 日  | 月 | 火 | 水 | 木 | 金 | 土 |
|     |    | 1  | 2  | 3  | 4  | 5  |
| 6   | 7  | 8  | 9  | 10 | 11 | 12 |
| 13  | 14 | 15 | 16 | 17 | 18 | 19 |
| 20  | 21 | 22 | 23 | 24 | 25 | 26 |
| 27  | 28 | 29 | 30 |    |    |    |
|     |    |    |    |    |    |    |

| 7月 |    |    |    |    |    |    |
| 日  | 月 | 火 | 水 | 木 | 金 | 土 |
|     |    |    |    | 1  | 2  | 3  |
| 4   | 5  | 6  | 7  | 8  | 9  | 10 |
| 11  | 12 | 13 | 14 | 15 | 16 | 17 |
| 18  | 19 | 20 | 21 | 22 | 23 | 24 |
| 25  | 26 | 27 | 28 | 29 | 30 | 31 |
|     |    |    |    |    |    |    |

| 8月 |    |    |    |    |    |    |
| 日  | 月 | 火 | 水 | 木 | 金 | 土 |
| 1   | 2  | 3  | 4  | 5  | 6  | 7  |
| 8   | 9  | 10 | 11 | 12 | 13 | 14 |
| 15  | 16 | 17 | 18 | 19 | 20 | 21 |
| 22  | 23 | 24 | 25 | 26 | 27 | 28 |
| 29  | 30 | 31 |    |    |    |    |
|     |    |    |    |    |    |    |

| 9月 |    |    |    |    |    |    |
| 日  | 月 | 火 | 水 | 木 | 金 | 土 |
|     |    |    | 1  | 2  | 3  | 4  |
| 5   | 6  | 7  | 8  | 9  | 10 | 11 |
| 12  | 13 | 14 | 15 | 16 | 17 | 18 |
| 19  | 20 | 21 | 22 | 23 | 24 | 25 |
| 26  | 27 | 28 | 29 | 30 |    |    |
|     |    |    |    |    |    |    |

| 10月 |    |    |    |    |    |    |
| 日   | 月 | 火 | 水 | 木 | 金 | 土 |
|      |    |    |    |    | 1  | 2  |
| 3    | 4  | 5  | 6  | 7  | 8  | 9  |
| 10   | 11 | 12 | 13 | 14 | 15 | 16 |
| 17   | 18 | 19 | 20 | 21 | 22 | 23 |
| 24   | 25 | 26 | 27 | 28 | 29 | 30 |
| 31   |    |    |    |    |    |    |
|      |    |    |    |    |    |    |

| 11月 |    |    |    |    |    |    |
| 日   | 月 | 火 | 水 | 木 | 金 | 土 |
|      | 1  | 2  | 3  | 4  | 5  | 6  |
| 7    | 8  | 9  | 10 | 11 | 12 | 13 |
| 14   | 15 | 16 | 17 | 18 | 19 | 20 |
| 21   | 22 | 23 | 24 | 25 | 26 | 27 |
| 28   | 29 | 30 |    |    |    |    |
|      |    |    |    |    |    |    |

| 12月 |    |    |    |    |    |    |
| 日   | 月 | 火 | 水 | 木 | 金 | 土 |
|      |    |    | 1  | 2  | 3  | 4  |
| 5    | 6  | 7  | 8  | 9  | 10 | 11 |
| 12   | 13 | 14 | 15 | 16 | 17 | 18 |
| 19   | 20 | 21 | 22 | 23 | 24 | 25 |
| 26   | 27 | 28 | 29 | 30 | 31 |    |
|      |    |    |    |    |    |    |

## 在職者
- 天皇: 裕仁
- 内閣総理大臣: 鈴木善幸（自由民主党）、11月27日より中曽根康弘（自由民主党）
- 内閣官房長官: 宮澤喜一（自由民主党）、11月27日より後藤田正晴（自由民主党）
- 最高裁判所長官: 服部高顯、9月30日より寺田治郎
- 衆議院議長: 福田一（自由民主党）
- 参議院議長: 徳永正利（自由民主党）
- 国会: 
  - 第96回 (臨時会, 1981年（昭和56年）12月21日-1982年8月21日)
  - 第97回 (臨時会, 11月26日-12月25日)
  - 第98回 (常会, 12月28日-1983年（昭和58年）5月26日)

## できごと

### 1月
- 1月15日 - 広島市の電話市外局番が3桁化され「082」となる。
- 1月24日 - 第1回大阪国際女子マラソン（当初は大阪女子マラソン）が開催。関西テレビによる全国ネットの中継もこの時開始。
- 1月25日 - 日産自動車が「ローレルスピリット」を発売（「1981年にFF化された「サニー」の姉妹車）。
- 1月28日 - ロックバンドのBOØWY結成。

### 2月
- 2月1日 - エフエム愛媛が開局。四大都市圏以外の地方都市で初の民放FM局。
- 2月7日 - 大阪府大阪市西成区山王の文化住宅（アパート）で覚醒剤中毒者の男が妻子・近隣住民ら7人を殺傷した[書籍 1]。
- 2月8日 - 東京都千代田区永田町のホテル「ホテルニュージャパン」で火災が発生、33人が死亡[書籍 2][書籍 1]。
- 2月9日 - 福岡発羽田行きの日本航空350便が羽田空港への着陸時に機長が不適切な逆噴射操作を行い、空港沖の東京湾に墜落。24人死亡[書籍 2][書籍 1]。
- 2月15日 - 三菱自動車工業が「ランサーフィオーレ」を発売（同日に「トレディア」/「コルディア」も発売）。
- 2月28日 - 岡本綾子がゴルフのアメリカLPGAツアーで初優勝[書籍 3]。

### 3月
- 3月1日 - テレビ東京で初の系列局であるテレビ大阪開局。
- 3月15日
  - 名古屋駅で寝台特急「紀伊」に機関車を連結しようとしていたところ、機関車が「紀伊」の編成に衝突。14人が負傷。この機関車を運転していた機関士が運転前に飲酒していたことが発覚し問題となった。
  - トヨタ自動車が「ビスタ」を発売（1980年に発売された「カムリ」の姉妹車）。
- 3月21日 - 札幌市営地下鉄東西線の白石駅 - 新さっぽろ駅間が開業[書籍 4]。
- 3月26日 - 阪神甲子園球場で第54回選抜高等学校野球大会が開幕。
- 3月30日
  - 山陽自動車道の龍野西IC - 備前IC間開通（山陽自動車道では最初の開通区間）。
  - 朝日麦酒の飲料子会社として三ツ矢フーズ設立。
- 3月31日 - フジテレビ系の朝のワイドショー『小川宏ショー』が17年の歴史に幕。

### 4月

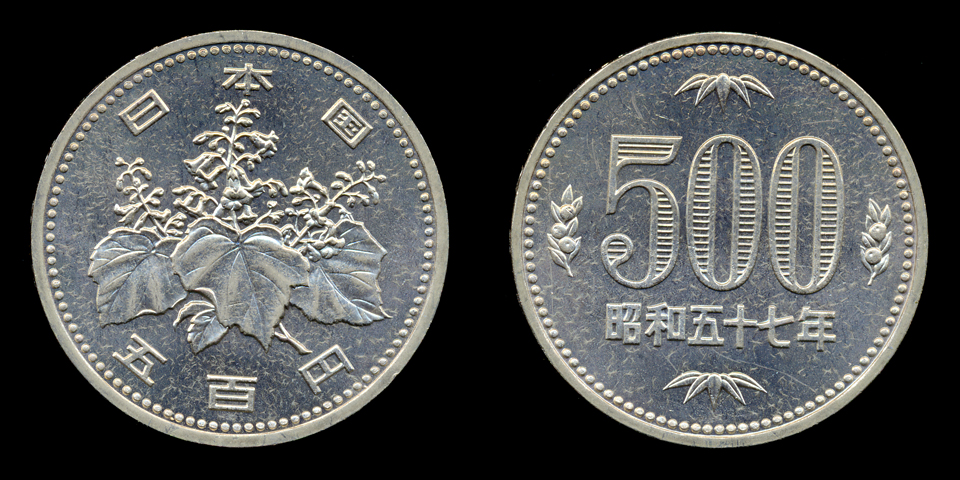
初代500円硬貨

- 4月 - 森永製菓が「おっとっと」を発売。
- 4月1日
  - 一般国道391号 - 449号が昇格（1981年4月30日に公布された政令第153号の施行）。
  - 福岡県筑紫郡太宰府町が市制施行し太宰府市となる。
  - 植田まさしの4コマ漫画「コボちゃん」が読売新聞朝刊で連載開始。
  - 熊本県民テレビ（KKT）開局。
- 4月3日 - 石川県七尾市と能登島を結ぶ有料道路の能登島大橋が開通（のち無料開放）。
- 4月5日 - 第54回選抜高等学校野球大会の決勝戦が阪神甲子園球場で行われ、PL学園が二松学舎大付を15-2で破り、2年連続2回目の優勝。
- 4月16日 - 日産自動車が「リベルタビラ」を発売（「パルサー」・「ラングレー」の姉妹車で、「バイオレットリベルタ」を継承）。
- 4月20日 - 福岡市地下鉄1号線・2号線天神駅 - 呉服町駅間が開業[書籍 5]。

### 5月
- 5月1日 - 中森明菜がワーナーパイオニアから「スローモーション」でデビュー
- 5月8日 - 山形県天童市でホテルの元従業員が退職時のトラブルなどを逆恨みして経営者の娘を刺殺した殺人事件(天童女子高校生刺殺事件)。
- 5月10日 - 福岡市西区が城南区・早良区・西区に分区され、福岡市は現行の7区体制となる。
- 5月17日 - 関西本線の名古屋駅 - 亀山駅間が電化。
- 5月24日 - トヨタ自動車が「カローラII」を発売（「ターセル」・「コルサ」の姉妹車）。
- 5月27日 - 神奈川県藤沢市辻堂神台二丁目の住宅で母娘3人が刺殺される事件が発生した[書籍 6]。本事件で逮捕された当時21歳の男（2007年に死刑執行）は同事件に前後して神奈川・兵庫両県で元少年院仲間の男性2人を相次いで刺殺していたことが判明し、一連の連続殺人事件は警察庁広域重要指定112号事件に指定された。

### 6月

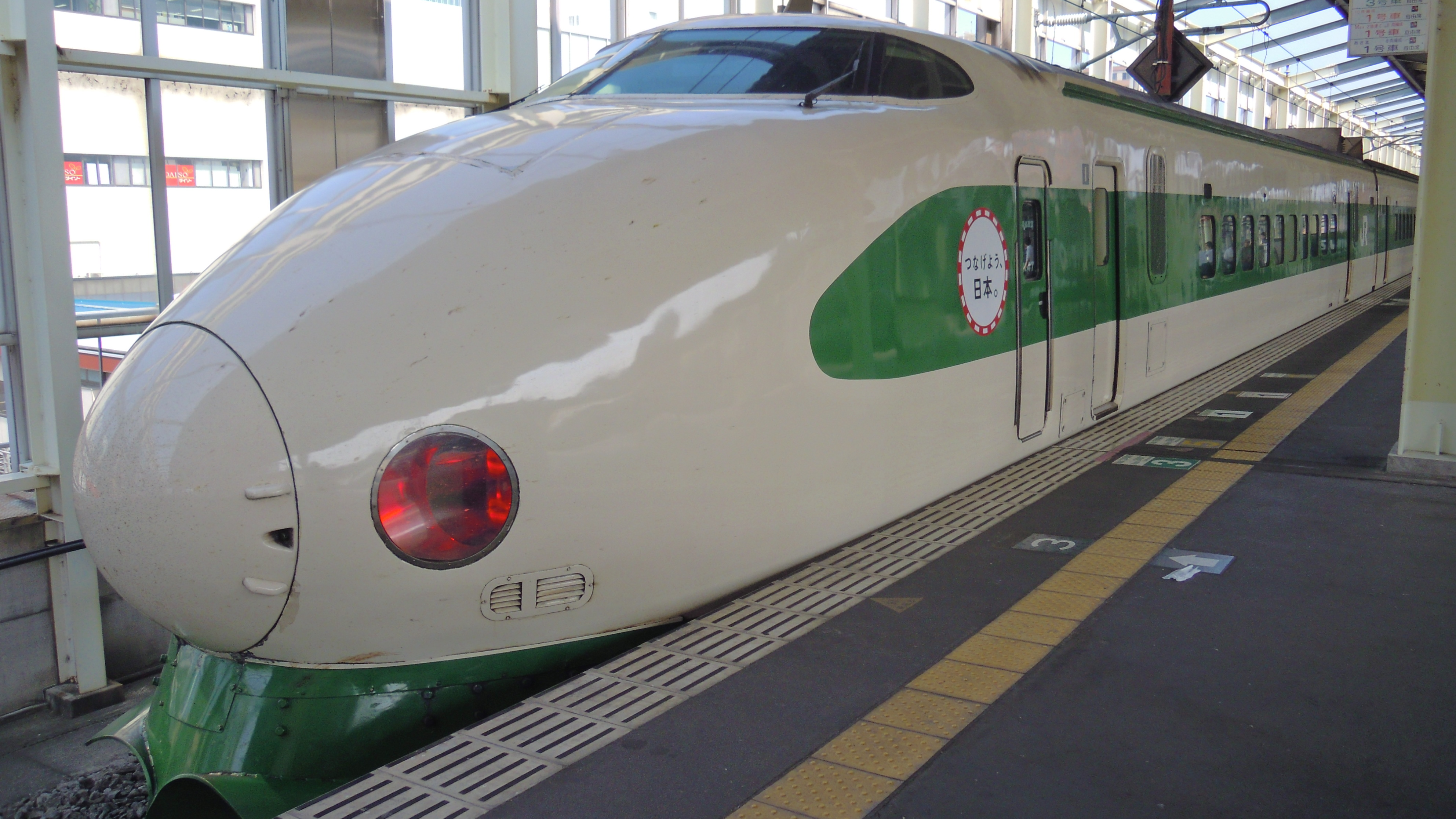
東北・上越新幹線車両200系

- 6月8日 - ロッキード事件全日空ルートの裁判で、事件当時の運輸大臣で元衆議院議員の橋本登美三郎と、事件当時の運輸政務次官で衆議院議員の佐藤孝行の2人に有罪判決[書籍 7][書籍 8]。
- 6月22日 - IBM社のコンピュータ情報を不法入手したとして、アメリカ連邦捜査局（FBI）は日立製作所と三菱電機の社員6人をおとり捜査で逮捕（IBM産業スパイ事件）[書籍 9]。
- 6月23日 - 東北新幹線が開業。当初は大宮駅 - 盛岡駅間の暫定開業であり[書籍 7][書籍 9]、上野駅 - 大宮駅間には新幹線接続列車として「新幹線リレー号」が運行開始された。
- 6月30日
  - 仁方駅（広島県呉市）と堀江駅（愛媛県松山市）を結ぶ国鉄仁堀連絡船がこの日限りで廃止。本州と四国を結ぶ国鉄の連絡船は宇高連絡船のみとなった。
  - ゼンショー設立。

### 7月
- 7月1日

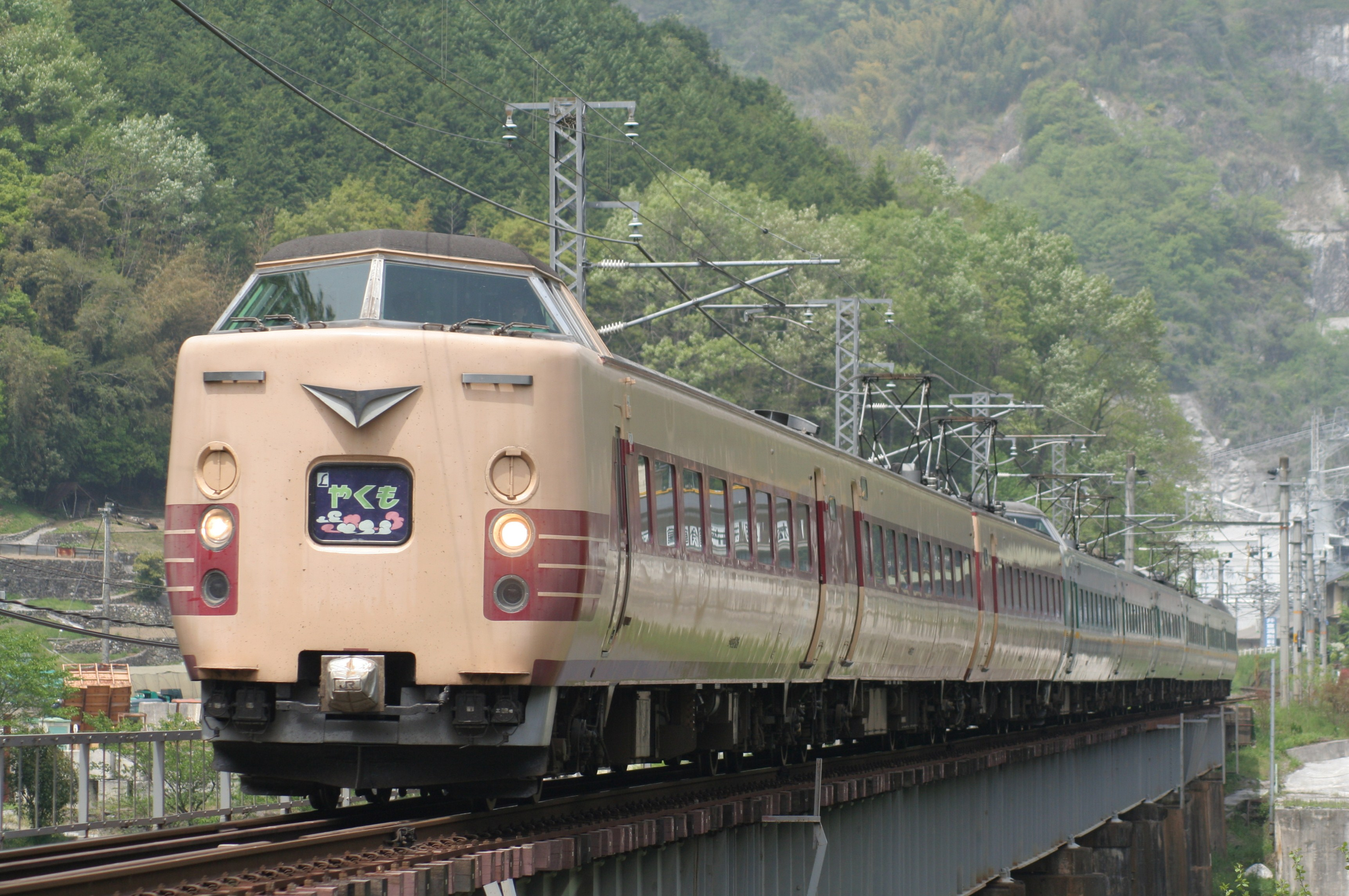
伯備線電化時に投入された381系「やくも」

  - 川崎市の高津区南部が宮前区、多摩区南西部が麻生区にそれぞれ分区され、川崎市は現行の7区体制となる。
  - トヨタ自動車工業とトヨタ自動車販売の合併により、トヨタ自動車発足（8月には「スプリンターカリブ」発売）。
  - 伯備線全線と山陰本線伯耆大山駅 - 知井宮駅間が電化。特急「やくも」が381系振子式電車に置き換えられる。
  - 日本専売公社がたばこ新ブランド「キャスター」を発売（専売公社として最後の新ブランド発売となった）。
- 7月9日 - キヤノンが完全自動化カメラ「スナッピィ50」発売。
- 7月20日 - 日本石油、新シンボルマーク「サンライズ」制定（2001年のENEOSマーク誕生を機に廃止）。ガソリンスタンドのリニューアルを1983年から開始。
- 7月23日 - 九州地方北部の集中豪雨（昭和57年7月水害）で長崎市で大きな被害[書籍 2][書籍 10]。
- 7月31日 - 豊橋鉄道東田本線（路面電車区間）井原 - 運動公園前間開業。

### 8月
- 8月1日
  - 神戸市垂水区の北西部が西区へ分区され、神戸市は現行の9区体制に。
  - 台風10号の接近に伴い、近畿地方などで暴風雨による被害が発生。奈良県北葛城郡王寺町では浸水被害が発生し、王寺駅に留置中の電車100両が水没。
- 8月2日
  - 台風10号が愛知県に上陸。死者・行方不明者95名[書籍 11]。国鉄の東海道本線富士川橋梁（下り線側）2スパン分が流失。これにより富士-富士川間は、被害を免れた上り線側橋梁を用いての片側交互運転が行われた。
  - 熊本市交通局（熊本市電）で新型路面電車車両8200形の営業運転を開始。同局では22年ぶりとなる新造車両であり、また営業用電車としては日本初のVVVFインバーター制御を採用した。後の1983年7月24日に「ローレル賞」を受賞する。
- 8月7日 - 第64回全国高等学校野球選手権大会が甲子園で開幕。
- 8月19日 - ワークマン設立（ベイシアの子会社。後に吉幾三のTVCMで有名となる）。
- 8月20日
  - セブンイレブン・ジャパン、初の無額面化による株式分割を発表。
  - 第64回全国高等学校野球選手権大会の決勝戦が甲子園球場で行われ、徳島県代表の池田が広島県代表の広島商を12-2で破り初優勝。
- 8月23日 - 日産自動車が同社初のミニバン「プレーリー」を発売。
- 8月25日 - 鐘紡がカネボウホームプロダクツを吸収合併。
- 8月29日 - 熊本県天草郡大矢野町（現：上天草市）沖合でヨットから伸ばしたロープで遊泳中の中学1年生の少女がサメに襲われ即死[書籍 12]。ヨットに引き上げられた時は下半身が無かったという。
- 8月31日 - 横浜スタジアムで行われたプロ野球・大洋対阪神戦の7回表、阪神の藤田平の打球に対する判定を巡り阪神側が猛抗議し、審判員に対して暴行を加える。一部の審判員が負傷して刑事事件に発展し、暴力行為の中心となった島野育夫・柴田猛コーチが警察の取り調べを受けた。

### 9月
- 9月1日 - 北海道新聞社から「道新スポーツ」創刊。サンケイスポーツ東京版と紙面提携を結ぶ。
- 9月2日 - 国鉄のリニアモーターカー（超電導リニア）が世界初の有人浮上走行実験に成功[書籍 13]。
- 9月9日 - 長沼ナイキ事件の最高裁判所判決。原告の上告を棄却[書籍 13]。
- 9月15日 - エフエム北海道（AIR-G'）開局。
- 9月22日
  - 三越・岡田茂社長が取締役会で解任される[書籍 14]。このときに岡田が発したとされる「なぜだ!」という言葉が話題になる。
  - 角川書店（現：KADOKAWA）からテレビ情報誌「ザテレビジョン」創刊。「週刊TVガイド」（東京ニュース通信社）との“テレビ情報誌2強時代”が始まる。
- 9月24日
  - 国鉄非常事態宣言が政府から発表される。
  - 文化庁職員が贈収賄容疑で逮捕される[書籍 14]。

### 10月
- 10月1日
  - 京都セラミックが京セラに社名変更。
  - 寺田治郎が第10代最高裁判所長官に就任。
  - ソニーが世界初のCDプレーヤー、「CDP-101」発売[注 1]
  - 財形年金制度施行。
  - 鹿児島放送（KKB）、エフエム長崎（FMN）開局。
- 10月4日 - フジテレビ系『森田一義アワー 笑っていいとも!』放送開始（2014年3月31日放送終了）。
- 10月9日 - 北炭夕張炭鉱閉山[書籍 15]。
- 10月12日 - 鈴木善幸首相退陣表明[書籍 7][書籍 16]。
- 10月13日 - NECが「PC-9801」を発売。
- 10月14日 - 日本プロ野球: 西武ライオンズが、日本ハムファイターズとのプレーオフを制し、西鉄時代以来19年ぶり、西武として初めてのパ・リーグ優勝を決める。
- 10月16日 - 愛知県豊橋市で行われたアイドルグループ・シブがき隊のコンサートで雑踏事故が発生、女子中学生1人が死亡[書籍 16]。
- 10月18日
  - 三越事件で同社社長を解任された岡田茂の愛人・竹久みちが脱税容疑で逮捕。10月28日には岡田も特別背任容疑で逮捕される[書籍 16]。
  - 日本プロ野球: 中日ドラゴンズが、シーズン最終戦で8年ぶりのセ・リーグ優勝を決める。
- 10月23日 - 日産自動車が「マーチ」を発売（同時に「ADバン」も発売）。
- 10月30日 - 日本プロ野球: 日本シリーズで西武が中日を4勝2敗で下して24年ぶりの日本一。西武黄金期の始まり。
- 10月31日 - 大分県日田市でKCVコミュニケーションズ（当時：九州有線放送）が放送開始。

### 11月
- 11月1日 - 大阪府警察賭博ゲーム台汚職事件が発覚。多くの警察署で、防犯課の捜査員が取締情報を対象店に洩らし、見返りに現金を受け取っていた。1983年1月までに現職3人・退職者2人・店関係者10人を贈収賄で逮捕、警察官124人懲戒処分[書籍 2][書籍 17]。当時警察本部長だった警察大学校長が責任を取り自殺[書籍 2]。
- 11月2日 - 千葉県佐倉市のニュータウン「ユーカリが丘」に新交通システムの山万ユーカリが丘線が開業。
- 11月10日
  - 中央自動車道が全線開通。
  - 静岡県の東富士演習場で初の日米実戦共同演習[書籍 18]。
  - 名古屋の“巨人ファン先生”信念教育事件: 名古屋市立味鋺小学校で、読売ジャイアンツ（巨人）のファンである男性教諭が中日ドラゴンズのファンである児童たちを立たせ、「巨人ファンになれ」「中日ファンは殴るぞ」などと言っても最後まで意思を曲げなかった男子児童3人を平手打ちする事件が発生、同月17日付の『中日新聞』夕刊で大きく報じられる[1]。
- 11月14日 - 静岡県の浜松基地で開催された同基地航空祭で、実演飛行中のブルーインパルスT-2の1機が墜落、操縦していたパイロットが死亡[書籍 19]。
- 11月15日
  - 上越新幹線大宮駅 - 新潟駅間開業[書籍 7][書籍 18]。大規模ダイヤ改正をそれに伴って行う。広島地区への115系投入、181系・153系が特急・急行運用から引退。
  - トヨタ自動車が「マスターエースサーフ」を発売（「タウンエース」の姉妹車。1992年以降は「ライトエース」が姉妹車となった）。
- 11月24日 - 中曽根康弘・行政管理庁長官、自民党総裁予備選で圧勝[書籍 7][書籍 20]。
- 11月25日 - 東京拘置所で藤沢市女子高生殺害事件（1967年1月13日発生）の加害者である死刑囚の男の刑を執行。同日、男は刑務官から死刑執行を告知されて大暴れした。
- 11月27日 - 第1次中曽根内閣発足[書籍 7][書籍 20]。田中派の7人入閣。

### 12月
- 12月1日 - エフエム仙台（Date FM）開局。
- 12月4日 - 米映画『E.T.』が日本で公開[書籍 21]。のちに当時の日本と世界で史上最大の興行収入を記録。
- 12月5日 - 広島エフエム放送（HFM）開局。
- 12月6日 - タイトーが自社のビデオゲーム『スペース・インベーダー・パートII』の無断コピー品を販売した会社に対し著作権侵害として損害賠償を求めた訴訟で、東京地方裁判所がタイトー側の請求を認める判決を下す。日本で初めてコンピュータプログラムが著作物であることが認められた判決となった。
- 12月8日 - コメディアンの三波伸介が急死[書籍 21]。彼が3代目司会を務めていた『笑点』（日本テレビ系）は翌年から五代目三遊亭圓楽が4代目司会者に就任。
- 12月9日 - 営団半蔵門線永田町駅 - 半蔵門駅間開業。
- 12月11日 - 名鉄羽島新線が開業し、新幹線岐阜羽島駅と岐阜市内が鉄道により結ばれる。
- 12月15日 - 愛知県警、戸塚ヨットスクールを捜査[書籍 22]。
- 12月20日 - トヨタ自動車がデリバリーバンの「クイックデリバリー」を発売。
- 12月23日 - 日本電信電話公社が新宿駅周辺など都内70ヶ所にカード式公衆電話を設置[書籍 23]。同時にテレホンカードも発売[書籍 24]。

## 天候・天災・観測等

### 夏季
7月23日 - この日、夕方から翌日の未明にかけて長崎市を中心に記録的な集中豪雨を観測し、死者行方不明者299人の大きな被害を出した。（長崎大水害）

## 文化と芸術

### 流行

#### 流行語
- 「逆噴射」 - 日本航空350便墜落事故の原因から。
- 「ネクラ」 - 表面は明るいが、根は暗い性格の人の意。陰キャとほゞ同義[2]。
- 「ルンルン」 - テレビアニメ『花の子ルンルン』から。気分がいい状態を表わす。また同年、林真理子によるエッセイ集『ルンルンを買っておうちに帰ろう』がベストセラーを記録。
- 「なぜだ！」 - 当時の三越社長・岡田茂が解任を告げられた際に発した。

### 建築
竣工
- 9月　-　東京都新宿区西新宿に地上30階、地下3階、塔屋2階の新宿NSビルがオープン。

解体

### 出版
新刊
- 鈴木健二 『気くばりのすすめ』
- 穂積隆信 『積木くずし』
- 江本孟紀 『プロ野球を10倍楽しく見る方法』

#### 文学
- 芥川賞
  - 第87回（1982年上半期） - 該当作品なし
  - 第88回（1982年下半期） - 加藤幸子 『夢の壁』、唐十郎 『佐川君からの手紙』
- 直木賞
  - 第87回（1982年上半期） - 深田祐介『炎熱商人』、村松友視『時代屋の女房』
  - 第88回（1982年下半期） - 該当作品なし
- 江戸川乱歩賞
  - 第28回 - 岡嶋二人『焦茶色のパステル』、中津文彦『黄金流砂』

### 音楽
- 細川たかし 「北酒場」
- あみん 「待つわ」
- 岩崎宏美 「聖母たちのララバイ」
- 近藤真彦 「情熱☆熱風☽せれなーで」「ふられてBANZAI」「ハイティーン・ブギ」
- 田原俊彦 「君に薔薇薔薇…という感じ」「原宿キッス」「誘惑スレスレ」
- 松田聖子 「赤いスイートピー」「渚のバルコニー」「小麦色のマーメイド」「野ばらのエチュード」
- 中森明菜 「少女A」「セカンド・ラブ」
- 郷ひろみ 「哀愁のカサブランカ」
- 坂本龍一・忌野清志郎「い・け・な・いルージュマジック」
- サザンオールスターズ 「チャコの海岸物語」「匂艶 THE NIGHT CLUB」「Ya Ya (あの時代を忘れない)」
- シブがき隊 「NAI・NAI 16」「100%…SOかもね!」「ZIG ZAG セブンティーン」
- 嶋大輔　「男の勲章」「暗闇をぶっとばせ」
- 中島みゆき 「悪女」「誘惑」「横恋慕」
- 中村雅俊 「心の色」「恋人も濡れる街角」
- 山下久美子「赤道小町ドキッ」
- 一風堂「すみれ September Love」
- もんた&ブラザーズ「DESIRE」
- シュガー「ウエディング・ベル」
- ザ・タイガース「色つきの女でいてくれよ」
- 上田正樹 「悲しい色やね」
- 渡辺徹 「約束」
- アラジン 「完全無欠のロックンローラー」
- HOUND DOG 「浮気なパレット・キャット」
- 柏原よしえ 「ハロー・グッバイ」
- オフコース「YES-YES-YES」
- 沢田研二「おまえにチェックイン」「6番目のユ・ウ・ウ・ツ」
- 矢沢永吉「YES MY LOVE」
- Johnny「ジェームス・ディーンのように」「$百萬BABY」
- 西城秀樹「南十字星」「聖・少女」
- 松山千春「夜よ泣かないで」「夢の旅人」
- さだまさし「しあわせについて」
- 増田けい子「すずめ」
- RCサクセション「SUMMER TOUR」
- 三原順子「だってフォーリンラブ突然」
- 薬師丸ひろ子 「セーラー服と機関銃」
- 松本伊代 「センチメンタル・ジャーニー」
- 小泉今日子 「私の16才」「ひとり街角｣
- 大橋純子「シルエット・ロマンス」
- 五木ひろし 「契り」
- 山下達郎 「あまく危険な香り」
- アン・ルイス 「ラ・セゾン」
- わらべ 「めだかの兄妹」
- 研ナオコ 「夏をあきらめて」
- 三好鉄生 「涙をふいて」
- 高樹澪 「ダンスはうまく踊れない」

### 演劇
歌舞伎
宝塚歌劇団

### 映画
- トロン
- E.T.
- ランボー
- ファイヤーフォックス
- 炎のランナー
- ブッシュマン
- ブレードランナー
- 少林寺
- 蒲田行進曲
- わが青春のアルカディア
- 転校生
- 鬼龍院花子の生涯
- ひめゆりの塔
- 大日本帝国

### テレビ
テレビに関する話題
- この年、フジテレビが初の視聴率3冠達成、以後1993年まで続いた。
- テレビ大阪（3月1日）、熊本県民テレビ（4月1日）、鹿児島放送（10月1日）が新たに開局。
- テレビ東京系ネットワーク「メガTONネットワーク」（3月1日）発足。

ドラマ
- 大河ドラマ『峠の群像』(NHK)
- NHK朝の連続テレビ小説
  - ハイカラさん
  - よーいドン
- 人形劇 三国志（NHK）
- 3年B組貫八先生（TBS系）
- 噂の刑事トミーとマツ第2シリーズ（TBS系）
- Gメン'82（TBS系）
- 野々村病院物語Ⅱ（TBS系）
- 西部警察 PART-II（テレビ朝日系）
- 熱血あばれはっちゃく（テレビ朝日系）
- ザ・ハングマンII（朝日放送・テレビ朝日系）

バラエティなど諸分野
- NHK紅白歌合戦の視聴率、13年ぶりに70%を下回る。
- 久米宏のTVスクランブル（日本テレビ系）
- ウルトラクイズ 史上最大の敗者復活戦（12月31日、日本テレビ系）
- スター爆笑Q&A（読売テレビ系、当時は「やす・きよのスター爆笑Q&A」）
- 欽ちゃんの週刊欽曜日（TBS系）
- 笑っていいとも!（フジテレビ系）
- タモリ倶楽部（テレビ朝日系）
- こんにちは2時（テレビ朝日系）

#### 特撮
- 宇宙刑事シリーズ（いわゆるメタルヒーローシリーズ）の第1弾「宇宙刑事ギャバン」放映（テレビ朝日系）。
- 大戦隊ゴーグルⅤ（テレビ朝日系）
- バッテンロボ丸（フジテレビ系）

#### コマーシャル
| キャッチフレーズなど                    | 商品名など                    | メーカー                 | 出演者                                                                     | 音楽                                             |
| --------------------------------------- | ----------------------------- | ------------------------ | -------------------------------------------------------------------------- | ------------------------------------------------ |
| きょうは飛びませんねえ                  | ハンバーガー                  | セブンイレブン・ジャパン | 斉藤ゆう子                                                                 | 桜井順                                           |
| ♪マルコ〜メみそ                         | マルコメみそ                  | マルコメ                 | 岩崎大介（マルコメくん）、近石真介（ナレーション）                         | オリジナル                                       |
| エグいでないかい                        | コンタック600                 | スミス・クライン         | 中原理恵・伊武雅刀                                                         | -                                                |
| バナナで釘が打てます                    | モービル・ワン                | モービル石油             | －                                                                         | －                                               |
| もろこし禁止ですよ                      | もろこし村                    | 明治製菓                 | 東八郎ほか                                                                 | －                                               |
| おっとととのおっとっと                  | おっとっと                    | 森永製菓                 | とんねるず                                                                 | とんねるず                                       |
| ♪カカカカカカカカ♪おーやおや            | キンチョーマット              | 大日本除虫菊             | 掛布雅之・大屋政子                                                         | －                                               |
| さわやかです。                          | 不二家ネクター                | 不二家                   | 江川卓                                                                     | オリジナル                                       |
| メンフラハップに謝りなさい              | メンフラハップ                | 大正製薬                 | 江川卓ほか                                                                 | -                                                |
| 毎度毎度のおさそいに…                   | 大正漢方胃腸薬                | 大正製薬                 | 小林桂樹ほか                                                               | 伊藤アキラ・はやしこば・植木等とオフィスレディス |
| きもちんよか♪                           | パスタイム                    | 祐徳薬品工業             | 三遊亭楽太郎（後の六代三遊亭円楽）ほか                                     | -                                                |
| あそこのチームはぬるま湯やから…         | NEWバスクリン                 | 津村順天堂               | 江本孟紀                                                                   | －                                               |
| コンピューターは強いぞ!                 | ゲーム電卓                    | カシオ計算機             | 野村克也・村山実                                                           | 「野球拳」                                       |
| 赤道小町・ドキッ!                       | －                            | カネボウ化粧品           | －                                                                         | 山下久美子・松本隆・細野晴臣                     |
| すみれ September Love                   | -                             | カネボウ化粧品           | ブルック・シールズ                                                         | 土屋昌巳・一風堂                                 |
| サマー・イン・サマー                    | －                            | 日本航空                 | 斉藤慶子                                                                   | 八神純子                                         |
| たっぷり、光のコロン。                  | 近鉄特急                      | 近鉄                     | 川島なお美                                                                 | －                                               |
| 会社の方針だから                        | 生樽                          | サントリー               | 成田三樹夫・田中好子・二子山満（当時は藤島親方）・桂三枝（現・六代桂文枝） | 鈴木慶一                                         |
| 飲む人はただの人じゃけえ、のお          | サントリーホワイト            | サントリー               | 菅原文太                                                                   | -                                                |
| 「お勤めですか?」「芸能関係の仕事です」 | バイオミンX                   | サントリー               | ビートたけし・村田英雄                                                     | -                                                |
| ウインチクライム                        | アロンアルフア                | 東亜合成                 | －                                                                         | －                                               |
| ぼくにも弾けた                          | ヤマハマイバンド              | 日本楽器                 | ジャイアント馬場                                                           | -                                                |
| ♪車にポピ〜                             | ポピー（芳香剤）              | ダイヤックス             | オール阪神・巨人                                                           | オリジナル                                       |
| 口紅マジック                            | ルア リップカラークリエイター | 資生堂                   | 津島要                                                                     | 忌野清志郎・坂本龍一                             |
| 色つきの女でいてくれよ                  | －                            | コーセー化粧品           | ザ・タイガース （沢田研二、岸部一徳、森本太郎、加橋かつみ、岸部シロー）    | ザ・タイガース・阿久悠・森本太郎                 |
| 極めて、美粒子。                        | －                            | コーセー化粧品           | ビートたけし                                                               | ビートたけし・大津あきら・鈴木キサブロー         |

### アニメ
アニメーション映画
- 3月13日 - 『機動戦士ガンダムIII めぐりあい宇宙編』（監督：富野喜幸）
- 3月13日 - 『ドラえもん のび太の大魔境』（監督：西牧秀夫）

テレビアニメ
- 1月10日　『南の虹のルーシー』放映開始
- 1月25日　『あさりちゃん』放映開始
- 2月6日　『戦闘メカ ザブングル』放映開始
- 2月13日　『逆転イッパツマン』放映開始
- 3月3日　『機甲艦隊ダイラガーXV』放映開始
- 3月18日　『魔法のプリンセス ミンキーモモ』放映開始
- 4月5日　『手塚治虫のドン・ドラキュラ』放映開始
- 4月5日　『トンデラハウスの大冒険』放映開始
- 4月5日　『ゲームセンターあらし』放映開始
- 4月8日　『パタリロ!』放映開始
- 4月17日　『科学救助隊テクノボイジャー』放映開始
- 5月5日　『野生のさけび』放映開始
- 5月5日　『魔境伝説アクロバンチ』放映開始
- 5月8日　『おちゃめ神物語コロコロポロン』放映開始
- 6月5日　『とんでモン・ペ』放映開始
- 6月29日　『太陽の子エステバン』放映開始
- 7月5日　『The・かぼちゃワイン』放映開始
- 7月6日　『銀河烈風バクシンガー』放映開始
- 10月3日　『超時空要塞マクロス』放映開始
- 10月4日　『忍者マン一平』放映開始
- 10月7日　『サイボットロボッチ』放映開始
- 10月7日　『スペースコブラ』放映開始
- 10月7日　『ときめきトゥナイト』放映開始
- 10月10日　『レインボーマン』放映開始
- 10月12日　『新みつばちマーヤの冒険』放映開始
- 10月13日　『わが青春のアルカディア 無限軌道SSX』放映開始
- 10月16日　『一ッ星家のウルトラ婆さん』放映開始
- 10月17日　『さすがの猿飛』放映開始
- 10月19日　『プロゴルファー猿』（2時間スペシャル）放映
- 11月2日　『フクちゃん』放映開始

## スポーツ

### 総合競技大会
- 第37回国民体育大会（くにびき国体）

### 各競技

#### 野球
プロ野球
- セ・リーグ優勝　中日ドラゴンズ
- パ・リーグ優勝　西武ライオンズ（西武ライオンズとして初優勝）
- 日本シリーズ優勝　西武ライオンズ（4勝2敗）

高校野球
- 春優勝　PL学園（大阪府）
- 夏優勝　池田（徳島県）

#### サッカー
- 1982 FIFAワールドカップ　日本はアジア一次予選敗退
- 天皇杯　優勝 日本鋼管（初優勝）
  - 初めて決勝に進出した讀賣クラブに2-0で勝利
- JSL1部　優勝　三菱重工業（4年ぶり4回目）

#### 相撲
大相撲 幕内最高優勝
- 初場所　北の湖敏満
- 春場所　千代の富士貢
- 夏場所　千代の富士貢
- 名古屋場所　千代の富士貢
- 秋場所　隆の里俊英
- 九州場所　千代の富士貢

#### プロレス
- プロレス大賞MVP　タイガーマスク（初代）（新日本プロレス）
- 世界最強タッグ決定リーグ戦優勝ドリー・ファンク・ジュニア＆テリー・ファンク（ザ・ファンクス）組（2回目）

#### モータースポーツ
- 全日本F2選手権　中嶋悟
- 鈴鹿F2選手権　中嶋悟
- 富士GC　星野一義
- 全日本FP選手権　星野一義

## 誕生

### 1月
- 1月1日 - 平塚正幸、社会活動家
- 1月2日 - 妹岳なつめ、AV女優
- 1月3日 - 増田和也、テレビ東京アナウンサー
- 1月4日 - 落合真理、バレーボール選手
- 1月4日 - 二橋純、ミュージカル俳優
- 1月5日 - 青木宣親、プロ野球選手
- 1月5日 - 塚田真希、柔道選手
- 1月5日 - 相澤貴志、サッカー選手
- 1月6日 - 河内貴哉、プロ野球選手
- 1月6日 - 桜木萌、AV女優
- 1月6日 - 山本勲、プロボウリング選手
- 1月7日 - 酒井まゆ、漫画家
- 1月7日 - 冨田翔、俳優
- 1月7日 - 永岡佑、俳優
- 1月8日 - 栗原健太、元プロ野球選手
- 1月8日 - 鮎河ナオミ、モデル
- 1月8日 - MARI、タレント
- 1月8日 - 江口ヒロミ、女優
- 1月8日 - 高岡亜衣、歌手
- 1月9日 - 田中雅彦、プロ野球選手
- 1月9日 - DJ BOOBY、DJ（ET-KING）
- 1月10日 - 福圓美里[Web 1]、声優
- 1月10日 - 市来光弘、声優
- 1月11日 - SCHON、ミュージシャン（元Naifu）
- 1月11日 - 宇田由香、自転車競技選手（+ 2010年）
- 1月12日 - 村田あゆみ、アイドル、声優
- 1月13日 - ふるけいこ、タレント・元プロレスラー
- 1月14日 - 桜田さくら、AV女優
- 1月15日 - 栗羽美来、モデル
- 1月17日 - 伊藤芽衣、タレント
- 1月18日 - 寶智山幸観、元大相撲力士、現立田川親方
- 1月18日 - 安田峰俊、ノンフィクション作家
- 1月18日 - 塚本浩二、プロ野球選手
- 1月19日 - 中曽根康隆、政治家
- 1月19日 - 森崎愛、タレント
- 1月20日 - 川島章良、お笑い芸人（はんにゃ）
- 1月21日 - 西村晋弥、シンガーソングライター（シュノーケル）
- 1月21日 - 米野智人、プロ野球選手
- 1月23日 - みなもりあすか、声優
- 1月24日 - ロッカクアヤコ、現代美術家
- 1月25日 - 櫻井翔、男性アイドル（嵐）
- 1月25日 - 庄子知美、タレント
- 1月26日 - 月本こうこ、声優
- 1月26日 - 綾野剛、俳優
- 1月26日 - 村上信五、男性アイドル（SUPER EIGHT）
- 1月26日 - 小柳ゆき、歌手
- 1月27日 - 久保和功、競馬評論家
- 1月27日 - 熊木杏里、シンガーソングライター、作曲家
- 1月27日 - Gendy、シンガーソングライター、歌手
- 1月27日 - 小山内大和、野球選手
- 1月27日 - ゼウス、プロレスラー
- 1月29日 - 鈴木奈穂子、NHKアナウンサー
- 1月30日 - 徳山秀典、俳優・歌手
- 1月30日 - 岩政大樹、サッカー選手
- 1月30日 - 木村博之、サッカー審判員
- 1月30日 - 鈴木憲和、政治家

### 2月
- 2月1日 - 高橋実桜、大食いタレント
- 2月1日 - ルキ、the GazettE（Vo）
- 2月2日 - 堀越のり、タレント
- 2月2日 - 中村真人、プロ野球選手
- 2月3日 - 清水ゆみ、女優・ファッションモデル、歌手
- 2月3日 - 平島崇、サッカー選手
- 2月4日 - 佐藤千寿子、元タレント（元MISSION）
- 2月5日 - 勝哲也、ファッションモデル
- 2月5日 - 新妻悠太、お笑いタレント（トップリード）
- 2月5日 - 宇多村典明、野球選手
- 2月7日 - 向井理、俳優
- 2月8日 - 高岡蒼佑、元俳優
- 2月9日 - 鈴木亜美、歌手
- 2月10日 - 渡辺亮、プロ野球選手
- 2月10日 - 青山綾里、元競泳選手
- 2月10日 - 細谷佳正、声優
- 2月11日 - 多保孝一、ミュージシャン（元Superfly）
- 2月11日 - 上杉周大、ミュージシャン（THE TON-UP MOTORS）、ローカルタレント
- 2月12日 - 鈴来直人、騎手
- 2月12日 - 齊藤信介、プロ野球選手
- 2月13日 - 奥田みわ、歌手
- 2月13日 - 阿部力、俳優
- 2月13日 - 野間れい、グラビアアイドル、女優
- 2月15日 - 板倉雄一、漫画家
- 2月16日 - 渡辺拓也、作曲家
- 2月17日 - 川崎雄介、プロ野球選手
- 2月17日 - 馬渕智子、ソフトボール選手
- 2月19日 - 阿部進之介、俳優
- 2月19日 - 伊藤久美子、ファッションモデル、女優
- 2月19日 - R・O・N、ギタリスト、作曲家（OLDCODEX）
- 2月20日 - 小西遼生、俳優、声優
- 2月20日 - 小林千紘、野球選手、ゴルファー
- 2月21日 - 藤川のぞみ、グラビアアイドル
- 2月22日 - 中山慎也、プロ野球選手
- 2月22日 - 狩野英孝、お笑い芸人、歌手（50TA）
- 2月23日 - 那由多遥、グラビアアイドル
- 2月23日 - 七園未梨、グラビアアイドル
- 2月23日 - 飯尾一慶、元サッカー選手
- 2月24日 - 桂三四郎、落語家
- 2月24日 - melody.、歌手
- 2月24日 - 小出真保、お笑い芸人（麦芽）
- 2月25日 - 大谷雅恵、アイドル（元メロン記念日）
- 2月25日 - 野崎恵、元アイドル（元チェキッ娘）
- 2月25日 - 松岡広隆、政治家
- 2月27日 - 五十嵐浩子、声優
- 2月27日 - 中村風太、俳優、モデル
- 2月28日 - 川瀬良子、ファッションモデル、タレント

### 3月
- 3月1日 - 古谷沙織、タレント
- 3月1日 - GO!皆川、お笑いタレント
- 3月1日 - 杉村英孝、ボッチャ選手
- 3月3日 - 天彩音のん、タレント、グラビアアイドル
- 3月4日 - 倉田大誠、フジテレビアナウンサー
- 3月7日 - 山川恵里佳、タレント
- 3月7日 - 藁谷麻美、アナウンサー、元声優
- 3月7日 - 宮下ジェイミー静、モデル、女優
- 3月8日 - 水野裕子、タレント
- 3月9日 - 山本絵美、サッカー選手
- 3月10日 - 大坂孝之介、ミュージシャン、作曲家
- 3月10日 - 高橋光臣、俳優
- 3月11日 - 郷司利也子、プロボクサー
- 3月12日 - えれな、ファッションモデル
- 3月12日 - 佐藤勇人、サッカー選手
- 3月12日 - 佐藤寿人、サッカー選手
- 3月12日 - 三輪明日美、女優
- 3月13日 - 羽多野渉、声優
- 3月14日 - 林大介、お笑い芸人（かたつむり）
- 3月14日 - 加護あいり、AV女優
- 3月15日 - 中村ゆり、女優
- 3月15日 - とにかく明るい安村、お笑い芸人
- 3月15日 - ミキマキ、漫画家
- 3月16日 - 蒲生麻由、女優
- 3月18日 - 吉井怜、タレント
- 3月18日 - 坂田めぐみ、タレント
- 3月19日 - 嘉風雅継、大相撲力士
- 3月19日 - 黒崎優、ストリッパー
- 3月21日 - 松下幸司、俳優
- 3月22日 - 諸岡奈央、空手家
- 3月23日 - 奥嶋ひろまさ、漫画家
- 3月23日 - 佐藤友則、騎手
- 3月24日 - 大友愛、元バレーボール選手
- 3月24日 - KENN、声優
- 3月24日 - 初音映莉子、女優
- 3月24日 - 姫嶋菜穂子、タレント・元アイドル（ミニスカポリス）
- 3月25日 - 福士加代子、陸上競技選手
- 3月25日 - 小谷嘉一、俳優
- 3月27日 - 砂央里、ファッションモデル
- 3月27日 - 知花くらら、ファッションモデル
- 3月27日 - 南翔太、俳優
- 3月28日 - 小泉エリ、マジシャン
- 3月29日 - 滝沢秀明、男性アイドル（タッキー&翼）
- 3月29日 - 永田杏奈、女優
- 3月30日 - 高木康成、プロ野球選手
- 3月31日 - 柳田殖生、プロ野球選手
- 3月31日 - 浜崎朱加、総合格闘家

### 4月
- 4月1日 - 片山怜雄、俳優
- 4月1日 - MATSUDA98、漫画家、イラストレーター
- 4月2日 - 尾上綾華、ファッションモデル、タレント
- 4月2日 - 中村一生、プロ野球選手
- 4月3日 - 仲根かすみ、タレント
- 4月3日 - 松田一沙、女優
- 4月5日 - Lunakate、ミュージシャン
- 4月6日 - 達淳一、俳優、タレント
- 4月6日 - 西村優子、グラビアアイドル・女優
- 4月6日 - 野口綾子、フリーアナウンサー、元グラビアアイドル
- 4月7日 - 菅良太郎、お笑い芸人（パンサー）
- 4月7日 - 黒川春樹、西武ライオンズトレーニングコーチ
- 4月7日 - 西嶋弘之、元サッカー選手
- 4月7日 - 吉川赳、政治家
- 4月8日 - 西﨑伸洋、元プロ野球選手
- 4月8日 - 横町藍、フリーアナウンサー、元気象キャスター
- 4月10日 - 高橋久美子、作家・作詞家・「チャットモンチー」元ドラマー
- 4月12日 - 甲斐雅人、元プロ野球選手
- 4月12日 - 丘乃愛唯、元ストリッパー
- 4月14日 - 神戸蘭子、ファッションモデル
- 4月15日 - 森跳二、元プロ野球選手
- 4月15日 - 加藤光教、元プロ野球選手
- 4月16日 - 山本淳、プロ野球選手
- 4月18日 - 細川大輔、競泳選手
- 4月19日 - 大野靖之、シンガーソングライター
- 4月20日 - 長島圭一郎、スピードスケート選手
- 4月20日 - 神谷涼、女優・アイドル
- 4月20日 - 石橋尚登、元プロ野球選手
- 4月21日 - 前原エリ、女優
- 4月21日 - 安田美沙子、タレント・グラビアアイドル
- 4月22日 - 佐野裕哉、サッカー選手
- 4月22日 - 下屋則子[Web 2]、声優
- 4月23日 - ヒロユキ、漫画家
- 4月23日 - 黒田勇樹、俳優
- 4月23日 - 出口真人、漫画家
- 4月24日 - 洞内愛、声優
- 4月26日 - 荻野忠寛、プロ野球選手
- 4月27日 - 田原豊、サッカー選手
- 4月27日 - 久保倉里美、陸上競技選手
- 4月27日 - 松永京子、女優・タレント
- 4月28日 - 川本良平、プロ野球選手
- 4月29日 - 遠藤玲子、フジテレビアナウンサー
- 4月29日 - 内海哲也、プロ野球選手
- 4月30日 - 宮下ともみ、女優

### 5月
- 5月1日 - 柳野玲子、タレント
- 5月2日 - 森絵里香、ファッションモデル
- 5月4日 - 星孝典、プロ野球選手
- 5月4日 - 小林範仁、ノルディック複合選手
- 5月5日 - 畑中しんじろう、お笑い芸人
- 5月6日 - 西谷尚徳、元プロ野球選手
- 5月7日 - 市川純、女優
- 5月8日 - 新井麻希、フリーアナウンサー
- 5月8日 - 福原耕平、声優
- 5月9日 - 広瀬剛進、俳優
- 5月9日 - トミドコロ、お笑い芸人
- 5月11日 - 中田賢一、プロ野球選手
- 5月11日 - 鈴木健之、元プロ野球選手
- 5月12日 - 兵働昭弘、サッカー選手
- 5月12日 - 三浦唯歌、お笑い芸人
- 5月13日 - 熊田曜子、グラビアアイドル・タレント
- 5月13日 - DJケミカル、DJ（FUNKY MONKEY BABYS
- 5月14日 - 鈴木啓太、お笑い芸人（上々軍団）
- 5月14日 - 吉野紗香、タレント
- 5月14日 - 柴田亜衣、元競泳選手
- 5月15日 - 藤原竜也、俳優
- 5月16日 - 中後雅喜、サッカー選手
- 5月17日 - 中村礼子、元競泳選手
- 5月18日 - 川本大輔、プロ野球選手
- 5月19日 - みひろ、AV女優
- 5月20日 - 小沢えりか、アイドル
- 5月21日 - 飯伏幸太、プロレスラー
- 5月22日 - 駒居鉄平、元プロ野球選手
- 5月23日 - 村上恵梨、タレント（+ 2007年）
- 5月24日 - 坂元弥太郎、プロ野球選手
- 5月24日 - 田中浩康、プロ野球選手
- 5月25日 - 宇高志保、女優、グラビアアイドル
- 5月25日 - 小橋川嘉人、俳優
- 5月25日 - 生井亜実、女優
- 5月25日 - YOSHI-HASHI、プロレスラー
- 5月25日 - 宮本裕向、プロレスラー
- 5月26日 - 松金ようこ、グラビアアイドル
- 5月26日 - 前野智昭、声優
- 5月26日 - 片岡洋介、サッカー選手
- 5月27日 - 藤岡麻美、女優、女性シンガーソングライター、元アイドル（元チェキッ娘）
- 5月27日 - 北村知隆、元サッカー選手
- 5月28日 - 高橋摩衣、タレント
- 5月29日 - エハラマサヒロ、お笑い芸人
- 5月29日 - 利根健太朗、声優
- 5月30日 - 内田朝陽、俳優
- 5月31日 - 片桐舞子、歌手
- 5月31日 - 加藤領健、元プロ野球選手
- 5月31日 - ともしげ、お笑いタレント（モグライダー）

### 6月
- 6月1日 - 石井あす香、女優
- 6月1日 - 攝津正、元プロ野球選手
- 6月1日 - 東和政、元プロ野球選手
- 6月1日 - 上本大海、元サッカー選手
- 6月2日 - 伊藤義弘、元プロ野球選手
- 6月2日 - 鈴木夕佳、タレント
- 6月3日 - 牧田明久、元プロ野球選手
- 6月3日 - 南條庄助、お笑い芸人（すゑひろがりず）
- 6月3日 - 石野貴之、競艇選手
- 6月7日 - 塩谷瞬、俳優
- 6月7日 - 松岡健一、元プロ野球選手
- 6月9日 - 大久保嘉人、サッカー選手
- 6月9日 - 藤巻忠俊、漫画家
- 6月11日 - 小島心二郎、プロ野球選手
- 6月11日 - 永井流奈、タレント、元グラビアアイドル
- 6月12日 - 宮瀬茉祐子、元フジテレビアナウンサー
- 6月12日 - 杉原杏璃、グラビアアイドル、タレント
- 6月13日 - 杉本恵太、元サッカー選手
- 6月13日 - 山崎ケイ、 お笑い芸人(相席スタート)
- 6月13日 - 一色美穂、漫画家
- 6月15日 - 桑原義行、プロ野球選手
- 6月16日 - 大松尚逸、プロ野球選手
- 6月16日 - 手嶌智、元プロ野球選手
- 6月16日 - 新井隆広、漫画家
- 6月17日 - 西川雅人、プロ野球選手
- 6月19日 - 佐咲紗花、歌手
- 6月21日 - 渡辺淳、俳優
- 6月21日 - 染田賢作、元プロ野球選手
- 6月21日 - 土居愛実、ミュージカル俳優
- 6月22日 - 川上洋平、[Alexandros]のボーカリスト兼ギタリスト、作詞家、作曲家
- 6月22日 - 泉浩、柔道家、総合格闘家
- 6月23日 - 金崎睦美、女優
- 6月23日 - 内藤哲也、プロレスラー
- 6月25日 - 酒井洋明、ミュージシャン（12012ギター）
- 6月26日 - 近澤昌志、元プロ野球選手
- 6月27日 - 菊地和正、元プロ野球選手
- 6月27日 - 柴木丈瑠、俳優
- 6月27日 - 岸佳宏、ミュージカル俳優
- 6月28日 - 渡邊奈央、シンガーソングライター
- 6月28日 - 椿隆之、俳優
- 6月28日 - 西辻一真、経営者（マイファーム代表取締役）
- 6月29日 - 土屋千明、競艇選手
- 6月30日 - 斎藤桃子、声優

### 7月
- 7月2日 - 上松美香、アルパ奏者
- 7月3日 - 藤田一也、プロ野球選手
- 7月3日 - 山下浩宜、元プロ野球選手
- 7月5日 - 一場靖弘、元プロ野球選手
- 7月7日 - 黒澤優、元タレント
- 7月8日 - 富澤清太郎、サッカー選手
- 7月9日 - 山本左近、F1レーサー
- 7月9日 - 吉田友一、元俳優
- 7月9日 - 安藤梢、サッカー選手
- 7月10日 - 中山敦支、漫画家
- 7月11日 - 稲村優奈、声優、女優
- 7月11日 - 増本浩平、サッカー選手、指導者
- 7月11日 - 森本亮治、俳優
- 7月11日 - 奥田順子、読者モデル
- 7月12日 - 永井俊太、元サッカー選手
- 7月13日 - 秋信守、メジャーリーガー
- 7月13日 - 福田明子、ファッションモデル、女優
- 7月14日 - 大石浩二、漫画家
- 7月14日 - Mariko、チェリスト（Vanilla Mood）
- 7月17日 - 筑川利希也、野球選手
- 7月20日 - 上原歩、ファッションモデル
- 7月20日 - 高津カリノ 、漫画家
- 7月21日 - 小林麻央、タレント、女優、キャスター （+ 2017年）
- 7月21日 - 諸見里大介、お笑い芸人（元ハム）、吉本新喜劇座員
- 7月22日 - こにわ、ものまね芸人（元ぼれろ）
- 7月22日 - 上野由岐子、ソフトボール選手
- 7月22日 - 田代有三、サッカー選手
- 7月24日 - さがゆりこ、タレント
- 7月24日 - 浅倉一男、歌手、俳優
- 7月25日 - 新井智、元プロ野球選手
- 7月26日 - 板垣龍佑、テレビ東京アナウンサー
- 7月26日 - 双大竜亮三、大相撲力士
- 7月27日 - 香月良太、プロ野球選手
- 7月27日 - 田村彰啓、元プロ野球選手
- 7月27日 - 矢島悠子、テレビ朝日アナウンサー
- 7月28日 - 亀井善行、プロ野球選手
- 7月28日 - 町豪将、元プロ野球選手
- 7月29日 - 松家卓弘、プロ野球選手
- 7月29日 - 葉山エレーヌ、元日本テレビアナウンサー
- 7月29日 - KABA 3、ベーシスト（シュノーケル）
- 7月29日 - 大廣翔治、プロ野球選手
- 7月30日 - 古閑美保、プロゴルファー
- 7月31日 - 中島宏之、プロ野球選手
- 7月31日 - 田中隼磨、サッカー選手

### 8月
- 8月1日 - 冨永愛、ファッションモデル
- 8月1日 - 西﨑聡、プロ野球選手
- 8月1日 - 深谷友基、サッカー選手
- 8月2日 - 北原亘、フットサル選手
- 8月3日 - 中村愛、お笑い芸人（マッキアイアイ）
- 8月3日 - 松橋章太、元サッカー選手
- 8月3日 - 安藤希、女優
- 8月4日 - 内川聖一、プロ野球選手
- 8月6日 - 愛未、ファッションモデル、女優
- 8月7日 - ウーイェイよしたか、お笑い芸人（スマイル）
- 8月8日 - 三木均、プロ野球選手
- 8月9日 - 林卓人、サッカー選手
- 8月10日 - デヴォン青木、ファッションモデル、女優
- 8月10日 - 堀内葉子、ファッションモデル
- 8月11日 - 美景、ファッションモデル、女優
- 8月11日 - 葵せきな、作家
- 8月15日 - 林剛史、俳優
- 8月16日 - 山崎勝己、プロ野球選手
- 8月17日 - 山岸穣、プロ野球選手
- 8月17日 - 白田久子、ファッションモデル
- 8月17日 - 木村裕子、グラビアアイドル
- 8月18日 - 山田幸代、ラクロス選手
- 8月18日 - 松尾駿、お笑い芸人（チョコレートプラネット）
- 8月18日 - 藤井裕子、柔道家
- 8月20日 - 黒津勝、サッカー選手
- 8月20日 - 坂元大輔、政治家
- 8月20日 - 星咲愛理、AV女優
- 8月21日 - 桟原将司、プロ野球選手
- 8月21日 - 山地隆、元プロ野球選手
- 8月21日 - 大前茜、声優
- 8月22日 - 相澤仁美、グラビアアイドル、タレント
- 8月22日 - 伊藤秀範、プロ野球選手
- 8月22日 - 新田玄気、プロ野球選手
- 8月22日 - 後藤麻衣、声優
- 8月23日 - 亀井京子、元テレビ東京アナウンサー
- 8月23日 - 山口剛、競艇選手
- 8月24日 - キタキマユ、歌手、女優
- 8月25日 - 江添建次郎、サッカー選手
- 8月26日 - 髙橋秀聡、プロ野球選手
- 8月26日 - 吉田真弓、声優
- 8月26日 - 菊池亜希子、ファッションモデル、女優
- 8月27日 - 山下穂尊、ミュージシャン（いきものがかり）
- 8月27日 - 手島優、グラビアモデル
- 8月28日 - 石垣佑磨、俳優
- 8月28日 - 山口将司、俳優
- 8月30日 - 岡村仁美、TBSアナウンサー
- 8月31日 - 森大輔、元プロ野球選手
- 8月31日 - 松浦ひろみ、AV女優、歌手

### 9月
- 9月1日 - 仲澤忠厚、プロ野球選手
- 9月1日 - 高木純平、サッカー選手
- 9月2日 - 仁科克基、俳優
- 9月2日 - 穂花、女優
- 9月3日 - 名取香り、歌手
- 9月3日 - 藤村歩、声優
- 9月3日 - 世戸さおり、声優
- 9月3日 - 小松崎大地、野球選手
- 9月5日 - 栗澤僚一、サッカー選手
- 9月5日 - いがわゆり蚊、お笑い芸人
- 9月6日 - YUI、女優、タレント、ファッションモデル
- 9月6日 - 赤松真人、プロ野球選手
- 9月6日 - 後藤伸也、元プロ野球選手
- 9月7日 - 鮭オーケストラ（SHAKE ORCHESTRA）、日本の喜劇役者
- 9月7日 - 白石涼子[Web 3]、声優
- 9月7日 - 日之内エミ、歌手
- 9月8日 - さわやか五郎、お笑い芸人（上々軍団）
- 9月8日 - 前田和哉、サッカー選手
- 9月9日 - 大塚愛、シンガーソングライター
- 9月10日 - 服部泰卓、プロ野球選手
- 9月11日 - ユハラユキ、歌手
- 9月12日 - 三船美佳、女優
- 9月12日 - 中里篤史、プロ野球選手
- 9月12日 - 小林亮、サッカー選手
- 9月13日 - 出雲阿国、お笑いタレント
- 9月13日 - 畠山和洋、プロ野球選手
- 9月14日 - 吉良佳子、政治家
- 9月14日 - 成宮寛貴、元俳優
- 9月14日 - 増田倫子、元タレント
- 9月15日 - 池内沙織、政治家
- 9月16日 - 秋葉知一、野球選手
- 9月17日 - 福藤豊、アイスホッケー選手
- 9月18日 - 上良早紀、グラビアアイドル、タレント
- 9月18日 - 折田みゆき、元アイドル（元MISSION）
- 9月22日 - 北島康介、競泳選手
- 9月22日 - 小松由佳、登山家
- 9月25日 - 浅野哲、政治家
- 9月26日 - 徳田いずみ、ファッションモデル
- 9月27日 - 中田敦彦、お笑いタレント（オリエンタルラジオ）
- 9月27日 - 猪俣ユキ、女優
- 9月28日 - 吹石一恵、女優
- 9月28日 - 青木剛、サッカー選手
- 9月28日 - Keiko、ピアニスト（Vanilla Mood）

### 10月
- 10月1日 - 鹿島かんな、元女優、歌手、タレント
- 10月1日 - KAZMA SAKAMOTO、プロレスラー
- 10月2日 - 吉河美希、漫画家
- 10月2日 - 三島達矢、お笑い芸人（すゑひろがりず）
- 10月2日 - 岡嶋妙、声優
- 10月4日 - 那須野巧、プロ野球選手
- 10月4日 - Mie、ファッションモデル
- 10月4日 - 北野貴之、サッカー選手
- 10月5日 - 北野井子、歌手・女優
- 10月5日 - 吉田沙保里、女子アマチュアレスリング選手
- 10月5日 - 北太樹明義、大相撲力士
- 10月6日 - 加藤暁彦、元プロ野球選手
- 10月8日 - 児玉新、サッカー選手
- 10月10日 - 中野大輔、体操競技選手
- 10月12日 - 乙黒えり、女優・タレント
- 10月13日 - 近江知永、声優
- 10月13日 - 肘井ミカ、女優・タレント
- 10月13日 - 岩﨑哲也、プロ野球選手
- 10月14日 - 東加奈子、モデル
- 10月14日 - ASOBU、ファッションモデル
- 10月15日 - 真木よう子、女優
- 10月15日 - 山田沙知子、元競泳選手
- 10月16日 - 松谷秀幸、元プロ野球選手
- 10月17日 - 大神雄子、バスケットボール選手
- 10月18日 - 岸本秀樹、プロ野球選手
- 10月18日 - 森泉、ファッションモデル
- 10月19日 - 星ハム子、女子プロレスラー（アイスリボン所属）
- 10月20日 - Yui、ヴァイオリニスト（Vanilla Mood）
- 10月21日 - 櫻井浩美、声優
- 10月21日 - 根市寛貴、元プロ野球選手
- 10月21日 - 井上香織、バレーボール選手
- 10月22日 - 松尾英里子、日本テレビアナウンサー
- 10月22日 - 松本莉緒、女優、モデル
- 10月22日 - すほうれいこ、女優
- 10月23日 - 田中彰、元プロ野球選手
- 10月23日 - 佐藤雄大、声優
- 10月23日 - 松藤由里、ミュージシャン（ナナムジカ）
- 10月24日 - 伊原凛、元タレント
- 10月24日 - 高木修二、競輪選手、野球選手
- 10月26日 - 斉藤慎二、お笑い芸人（ジャングルポケット）
- 10月26日 - 中澤聡太、サッカー選手
- 10月26日 - 小笠真紀、ヨガインストラクター、元ミュージカル俳優
- 10月27日 - 塚本高史、俳優
- 10月27日 - 高世えり子 - 漫画家
- 10月28日 - 押本健彦、プロ野球選手
- 10月28日 - 倉木麻衣、歌手
- 10月28日 - 福井裕佳梨、アイドル、声優、女優
- 10月28日 - Ms.OOJA、シンガーソングライター
- 10月30日 - 井川祐輔、サッカー選手
- 10月31日 - 梅田直樹、ファッションモデル
- 10月31日 - 岡林裕二、プロレスラー

### 11月
- 11月2日 - 深田恭子[Web 4]、女優、歌手
- 11月2日 - 小原章吾、元サッカー選手
- 11月3日 - 横山克、作曲家
- 11月5日 - 中川晃教、歌手
- 11月5日 - 原田早穂、元シンクロナイズドスイミング選手
- 11月5日 - 酒井景都、ファッションモデル、歌手
- 11月6日 - Sowelu、歌手
- 11月6日 - 渡辺大輔、俳優
- 11月7日 - 松島かえで、AV女優
- 11月7日 - 山口絵里奈、グラビアアイドル
- 11月8日 - 千田愛紗、歌手・タレント
- 11月9日 - 菊池こころ、声優
- 11月9日 - 志村亜貴子、野球選手
- 11月9日 - 山田雅人、ドラマー（シュノーケル）
- 11月9日 - こじま観光、お笑い芸人
- 11月9日 - 小笠原大晃、俳優、空手家、YouTuber
- 11月10日 - 角田拓也、双子お笑いコンビ（ザ・たっち）
- 11月10日 - 角田和也、双子お笑いコンビ（ザ・たっち）
- 11月10日 - 浦田直也、元歌手（AAA）
- 11月10日 - 古谷経衡、評論家、著述家
- 11月11日 - 東原亜希、タレント、女優
- 11月12日 - 中尾敏浩、プロ野球選手
- 11月12日 - 黒木奈々、アナウンサー（+ 2015年）
- 11月12日 - 高橋浩司、プロ野球選手
- 11月13日 - 倖田來未、歌手
- 11月15日 - 平井理央、元フジテレビアナウンサー、タレント
- 11月15日 - 白石みき、ファッションモデル、レポーター
- 11月15日 - 久保田祐佳、NHKアナウンサー
- 11月15日 - 久志麻理奈、元アイドル（元チェキッ娘）
- 11月15日 - 黒岩司、俳優
- 11月16日 - 上田愛美、元アイドル（元チェキッ娘）
- 11月17日 - 田中靖規、漫画家
- 11月18日 - 渡辺明乃[Web 5]、声優
- 11月18日 - 田中良平、プロ野球選手
- 11月19日 - 伊沢麻未、歌手
- 11月19日 - 中瀬卓也、体操競技選手
- 11月19日 - 金原正徳、総合格闘家
- 11月21日 - 藤田卓史、野球選手
- 11月21日 - 鷹木信悟、プロレスラー
- 11月22日 - 椎名法子、女優、タレント、歌手
- 11月22日 - 清貴、歌手
- 11月23日 - 松坂恭平、野球選手
- 11月26日 - TEE、シンガーソングライター
- 11月27日 - 田中達也、サッカー選手
- 11月28日 - 辻村明須香、プロゴルファー
- 11月30日 - 志村由美、声優

### 12月
- 12月1日 - 竹内久乃、アナウンサー
- 12月2日 - おたけ（武山浩三）、お笑い芸人（ジャングルポケット）
- 12月2日 - 福島和可菜、タレント
- 12月5日 - 日記（山口日記）、タレント
- 12月7日 - 小野田紀美、政治家
- 12月7日 - 比嘉幹貴、プロ野球選手
- 12月8日 - 橋本亮馬、野球選手
- 12月8日 - 後藤輝樹、政治活動家、音楽家、YouTuber
- 12月9日 - 岡本綾、女優
- 12月9日 - 上野貴久、プロ野球選手
- 12月10日 - 西島梢、歌手（ナナムジカ）
- 12月10日 - 石田泰弘、声優
- 12月12日 - 加藤あい、女優
- 12月12日 - 大水洋介、お笑い芸人（ラバーガール）
- 12月13日 - 瑛太、俳優
- 12月13日 - 恩田美栄、フィギュアスケート選手
- 12月13日 - 木下あゆ美、女優
- 12月13日 - 田中幸太朗、俳優
- 12月13日 - 小林さくら、モデル
- 12月13日 - 山元香里、アナウンサー
- 12月13日 - きこうでんみさ、元AV女優
- 12月15日 - 山野ゆり、ファッションモデル、タレント
- 12月15日 - 相馬幸人、声優
- 12月17日 - 水野良樹、ミュージシャン（いきものがかり）
- 12月17日 - 狩野恵輔、プロ野球選手
- 12月18日 - 川崎健太郎、元サッカー選手
- 12月18日 - 畑瀬聡、陸上競技選手
- 12月18日 - 藤岡正明、歌手
- 12月19日 - 松下萌子、歌手、女優
- 12月20日 - 倉貫匡弘、俳優
- 12月21日 - 石川紗彩、女優
- 12月21日 - 芳賀博信、元サッカー選手
- 12月21日 - 濱田武、元サッカー選手
- 12月21日 - 狩野新、元サッカー選手
- 12月22日 - 市原ひかり、ミュージシャン
- 12月22日 - 稲葉洸太郎、フットサル選手
- 12月23日 - 大谷允保、女優、タレント、元グラビアアイドル
- 12月24日 - 相葉雅紀、俳優、歌手（嵐）
- 12月24日 - 柿原徹也、声優
- 12月24日 - 玉山健太、元プロ野球選手
- 12月25日 - 城戸康裕、キックボクサー
- 12月26日 - 小栗旬、俳優
- 12月26日 - 藤澤恵麻、モデル、女優
- 12月27日 - 鉄平、プロ野球選手
- 12月27日 - 高山都、女優
- 12月28日 - 瀬戸洋祐、お笑い芸人（スマイル）
- 12月28日 - 渡辺美知太郎、政治家
- 12月29日 - 木下典明、アメリカンフットボール選手
- 12月29日 - 秋本ゆかり、福岡のローカルタレント
- 12月30日 - 馬場ゆかり、プロゴルファー